# Alsheyevsky (huyện)
Huyện Alsheyevsky (tiếng Nga: ? райо́н) là một huyện hành chính tự quản (raion), của Bashkortostan, Nga. Huyện có diện tích 2417 km². Trung tâm của huyện đóng ở Rayevsky.